# Gilson Trindade de Jesus
Gilson Trindade de Jesus, (nacido el 8 de febrero de 1957 en Brasil) es un exjugador de baloncesto brasileño. Consiguió 1 medalla en competiciones internacionales con Brasil.